# スリーメン&ベビー
『スリーメン&ベビー』（Three Men and a Baby）は、1987年にアメリカ合衆国で制作されたコメディ映画。コリーヌ・セロー監督作品『赤ちゃんに乾杯!』のリメイク版である。

## ストーリー
ニューヨークで優雅に独身生活を謳歌していたピーター、ジャック、漫画家のマイケルは仕事も順調で独身貴族として過ごしていたが、ある日マンションの前で赤ん坊が捨てられて3人の生活は優雅な独身生活から一転、子育てにてんやわんやと悪戦苦闘する羽目に･･･。

## 登場人物
ピーター
演 - トム・セレック
建築家。
マイケル
演 - スティーヴ・グッテンバーグ
漫画家。
ジャック
演 - テッド・ダンソン
俳優。
シルヴィア
演 - ナンシー・トラヴィス
ジャックが関係を持ったとされる女性。
レベッカ
演 - マーガレット・コリン
ピーターの恋人。
メルコウィッツ
演 - フィリップ・ボスコ
刑事。
ポール
演 - ジョン・グールド・ルビン
CMディレクター。
ハサウェイ
演 - シンシア・ハリス
マンションの管理人の妻。
ヴィンス
演 - ポール・ギルフォイル
ある荷物を受け取りにやってきた男。

## スタッフ
- 監督 : レナード・ニモイ
- 製作 : テッド・フィールド、ロバート・W・コート
- 製作総指揮 : ジャン・フランソワ・ルプティ
- 原作 : コリーヌ・セロー
- 脚本 : ジェームズ・オア、ジム・クルークシャンク
- 撮影 : アダム・グリーンバーグ
- 音楽 : マーヴィン・ハムリッシュ
- 美術 : ピーター・ラーキン
- 編集 : マイケル・A・スティーヴンソン

- 字幕 : 菊地浩司

## キャスト
| 役名           | 俳優                                | 日本語吹替                           | 日本語吹替   | 日本語吹替 | 日本語吹替 |
| 役名           | 俳優                                | VHS版                                | フジテレビ版 | 機内上映版 |            |
| -------------- | ----------------------------------- | ------------------------------------ | ------------ | ---------- | ---------- |
| ピーター       | トム・セレック                      | 有川博                               | 津嘉山正種   |            |            |
| マイケル       | スティーヴ・グッテンバーグ          | 安原義人                             | 江原正士     | 古川登志夫 |            |
| ジャック       | テッド・ダンソン                    | 井上和彦                             | 大塚明夫     |            |            |
| シルヴィア     | ナンシー・トラヴィス                | 勝生真沙子                           | 島本須美     |            |            |
| レベッカ       | マーガレット・コリン                | 小宮和枝                             | 安達忍       |            |            |
| ジャックの母親 | セレステ・ホルム                    | 島美弥子                             | 京田尚子     |            |            |
| メルコウィッツ | フィリップ・ボスコ                  | 熊倉一雄                             | 川久保潔     |            |            |
| ポール         | ジョン・グールド・ルビン            | 山崎哲也                             | 小室正幸     |            |            |
| サリー         | バーバラ・バッド                    | 小林優子                             | 水谷優子     |            |            |
| エドナ         | ジャッキー・リチャードソン          | 丸山裕子                             | 速見圭       |            |            |
| ハサウェイ     | シンシア・ハリス                    | 太田淑子                             | 沢田敏子     |            |            |
| ヴィンス       | ポール・ギルフォイル                | 山下啓介                             | 辻親八       |            |            |
| サッチ         | アール・ハインドマン                | 保科耕一                             | 秋元羊介     |            |            |
| ジャン         | デレク・デ・リント                  | 田村円                               | 牛山茂       |            |            |
| パティ         | アレクサンドラ・アミニ              | 丸山真奈実                           | 稀代桜子     |            |            |
| アダム         | ジョナサン・ウィテカー              |                                      | 牛山茂       |            |            |
| 警官           | トーマス・クイン                    | 峰恵研                               | 島香裕       |            |            |
| 刑事           | ゲイリー・クラー                    | 石黒久也                             | 塚田正昭     |            |            |
| 刑事2          | ジョー・リン                        |                                      | 稲葉実       |            |            |
| 売り子         | コリン・クイン                      | 溝口敦                               | 小室正幸     |            |            |
| 売り子2        | フランシーン・ビアズ                |                                      | 島美弥子     |            |            |
| アンジェリン   | クレア・セルッチ                    |                                      | 渡辺美佐     |            |            |
| 空港案内係     | ジャクリーン・マーフィ              |                                      | 種田文子     |            |            |
| 電話設置業者   | デビッド・フェリー                  |                                      | 菊池毅       |            |            |
|                |                                     |                                      |              |            |            |
| 翻訳           |                                     | 大野隆一                             | 岩佐幸子     |            |            |
| 演出           | 石田勝心                            | 向山宏志                             |              |            |            |
| 調整           | 伊藤恭介                            | 荒井孝                               |              |            |            |
| 効果           |                                     | くりぷろ                             |              |            |            |
| 担当           |                                     | 宮澤徹                               |              |            |            |
| 録音スタジオ   | スタジオ・エコー 東京テレビセンター |                                      |              |            |            |
| 制作           | 株式会社バンダイ テアトル・エコー   | 東北新社                             |              |            |            |
| 初回放送       |                                     | 1991年6月22日 『ゴールデン洋画劇場』 |              |            |            |

VHS版はdTV、Dlife、Disney+でそれぞれ配信、放送、フジテレビ版はU-NEXTで配信されている。